# کوزنتسوو (استان آمور)
کوزنتسوو (به لاتین: Kuznetsovo) یک منطقهٔ مسکونی در روسیه است که در استان آمور واقع شده‌است.